# Agios Konstantinos (Attica)
Agios Konstantinos este situat pe dealurile din partea de sud-est a peninsulei Attica, la aproximativ 160 m altitudine. Se află la 4 km vest de coasta Mării Egee la Lavrio și la 38 km sud-est de centrul orașului Atenei. Unitatea municipală are o suprafață de 10.450 km2.[4] Există mai multe mine în vecinătatea Agios Konstantinos și în vecinătatea Lavrio. În antichitate era cunoscută pentru minele de argint, în prezent se găsesc minerale printre care azurită, calcoaluminită, calcită, austinită și adamita.
Comunitatea Agios Konstantinos include și satul Esperídes (popul. 69).

Zona este cunoscută pentru zăcămintele din zonă. Există patru mine în și în jurul Agios Konstantinos, Serpieri, Cristiana, Hilarion și Jean-Baptiste, toate fiind interconectate [5]. În antichitate, zona era cunoscută sub numele de Maronia. Zăcământul de argint din zonă a fost descoperit în anul 483 î.Hr.
Agios Konstantinos  este un oraș în Grecia în prefectura Attica.